# Tormay Károly
Tormay Károly (Vác, 1804. június 29. – Pest, 1871. augusztus 19.) szekszárdi orvos, állatorvos, építész, Tormay Béla apja.

## Élete
Krenmüller Károlyként született, majd 1839. szeptember 30-án felvette a "Tormay" vezetéknevet a "Krenmüllert" hanyagolva.
Fő foglalkozásaként orvos volt, de az állatorvos diplomát is megszerezte. Orvos szakmai tevékenysége is meglehetősen változatos volt, így például doktori disszertációját fogászatból írta, de fő művének az 1846-ban megjelent bábászati kalauzt tartják.
1832-ben nevezték ki Tolna vármegye főorvosának; ezt a tisztet 1848-ig töltötte be. Ekkor Pestre költözött, mivel kinevezték az Egészségügyi Minisztérium osztálytanácsosává. A nevét is ebben az évben magyarosította.
Az építészetben is jártas volt, Szekszárd több, jelentős épülete az ő munkája. Fontosabb művei:
- a Városháza tervezése,
- a kórház bővítése,
- a Tormay-ház tervezése.

Felesége Huber Antónia (1811–1893), akitől született:
- Tormay Béla (1839–1906) állatorvos professzor, számos állatgyógyászati alapmű szerzője.